# Oerel
Oerel – miejscowość i gmina w Niemczech, w kraju związkowym Dolna Saksonia, w powiecie Rotenburg (Wümme), siedziba gminy zbiorowej Geestequelle.

## Geografia
Oerel położony jest niedaleko miasta Bremervörde.

## Dzielnice gminy
W skład gminy wchodzą następujące dzielnice:
- Barchel
- Glinde.